# Johannes Antonius de Kok
Johannes Antonius de Kok O.F.M., né à La Haye le 28 août 1930, est un historien et ecclésiastique catholique néerlandais qui fut évêque auxiliaire de l'archidiocèse d'Utrecht du 15 janvier 1982 au 27 août 2005. Sa devise est Communicantes in fidelitate.

## Biographie
Johannes (Jan) de Kok suit ses études secondaires chez les jésuites de La Haye (collège Saint-Louis-de-Gonzague, en néerlandais : Aloysius College, fermé en 2016). Il entre chez les franciscains en 1950 et reçoit l'ordination sacerdotale le 11 mars 1956. Il poursuit ensuite des études d'histoire de l'Église à l'université de Nimègue et obtient son doctorat auprès de L.J. Rogier. Il enseigne ensuite au collège catholique de théologie d'Utrecht.
En 1982, il est nommé, avec le doyen d'Utrecht, Johannes Bernardus Niënhaus (1929-2000), évêque auxiliaire d'Utrecht et donc bras droit du cardinal Willebrands ainsi que le titre d'évêque titulaire de Trevico (it). Il reçoit la consécration épiscopale le 6 mars 1982 en la cathédrale Sainte-Catherine d'Utrecht, des mains du cardinal Willebrands avec comme coconsécrateurs le cardinal Alfrink (archevêque émérite d'Utrecht) et Mgr Rudolf Staverman O.F.M., ancien vicaire apostolique de Hollandia. Il est coconsécrateur en mars 2001 à la consécration épiscopale de Mgr Gerard de Korte. 
Depuis sa retraite en 2005, il travaille sur les archives des franciscains aux Pays-Bas et il a notamment publié en 2007 une volumineuse monographie intitulée Huit siècles de présence des frères mineurs aux Pays-Bas - Une orientation . Parmi les nombreuses histoires ecclésiastiques publiées précédemment par lui, il est également l'auteur de Trois siècles d’histoire des Églises d’Europe occidentale: de 1680 à nos jours.